# Marjaniwka (hromada Marjaniwka)
Marjaniwka (ukr. Мар'янівка) – wieś na Ukrainie, w obwodzie kirowohradzkim, w rejonie nowoukraińskim, siedziba hromady. W 2001 liczyła 1155 mieszkańców.